# Pterothrissus gissu
Pterothrissus gissu – gatunek ryby albulokształtnej z podrodziny belotkowatych (Pterothrissinae) w obrębie rodziny albulowatych (Albulidae).

## Taksonomia
Rodzaj i gatunek po raz pierwszy zgodnie z zasadami nazewnictwa binominalnego opisał w 1877 roku niemiecki przyrodnik Franz Martin Hilgendorf, nadając mu nazwę Pterothrissus gissu. Miejsce typowe to Tokio, Japonia. Holotyp (sygnatura ZMB 9890) znajduje się w zbiorach Muzeum Historii Naturalnej w Berlinie. Jedyny przedstawiciel rodzaju Pterothrissus. 

### Etymologia
- Pterothrissus: gr. πτερον pteron ‘płetwa’; θρισσα thrissa ‘gatunek ryby’[6].
- Bathythrissa: gr. βαθυς bathus ‘głęboko’[7]; θρισσα thrissa ‘gatunek ryby’[8].
- gissu: japońska nazwa gisu dla tego gatunku[6].
- dorsalis: łac. dorsalis (właściwie dorsualis) ‘grzbiet, z tyłu’, od dorsum ‘tył’[9].

## Rozmieszczenie geograficzne
P. gissu występuje w słonych wodach północno-zachodniego Oceanu Spokojnego (wody Japonii, Chińskiej Republiki Ludowej i Rosji); być może występuje w wodach północno-wschodniego Oceanu Atlantyckiego (u wybrzeży Portugalii).

## Morfologia
Długość ciała do 50 cm.

## Charakterystyka
Ryba bento-pelagiczna; występuje głównie na głębokościach od 147 do 1000 m. Tarło odbywa się w wodach otwartych. Ikra jest pelagiczna.

## Status zagrożenia
W Czerwonej księdze gatunków zagrożonych Międzynarodowej Unii Ochrony Przyrody i Jej Zasobów został zaliczony do kategorii DD (ang. data deficient ‘brak danych’).